# 京都府道245号黄檗停車場線
京都府道245号黄檗停車場線（きょうとふどう245ごう おうばくていしゃじょうせん）は、京都府宇治市を通る一般府道である。

## 概要
宇治市五ヶ庄から宇治市槇島町に至る。

### 路線データ
- 起点：宇治市五ヶ庄（京都府道7号京都宇治線交点）
- 終点：宇治市槇島町（槇島町二十四交差点、国道24号交点）

## 路線状況
五ヶ庄付近は道幅が狭く、一方通行の所もある。

### 道路施設

#### 橋梁
- 隠元橋（宇治川、宇治市）

## 地理

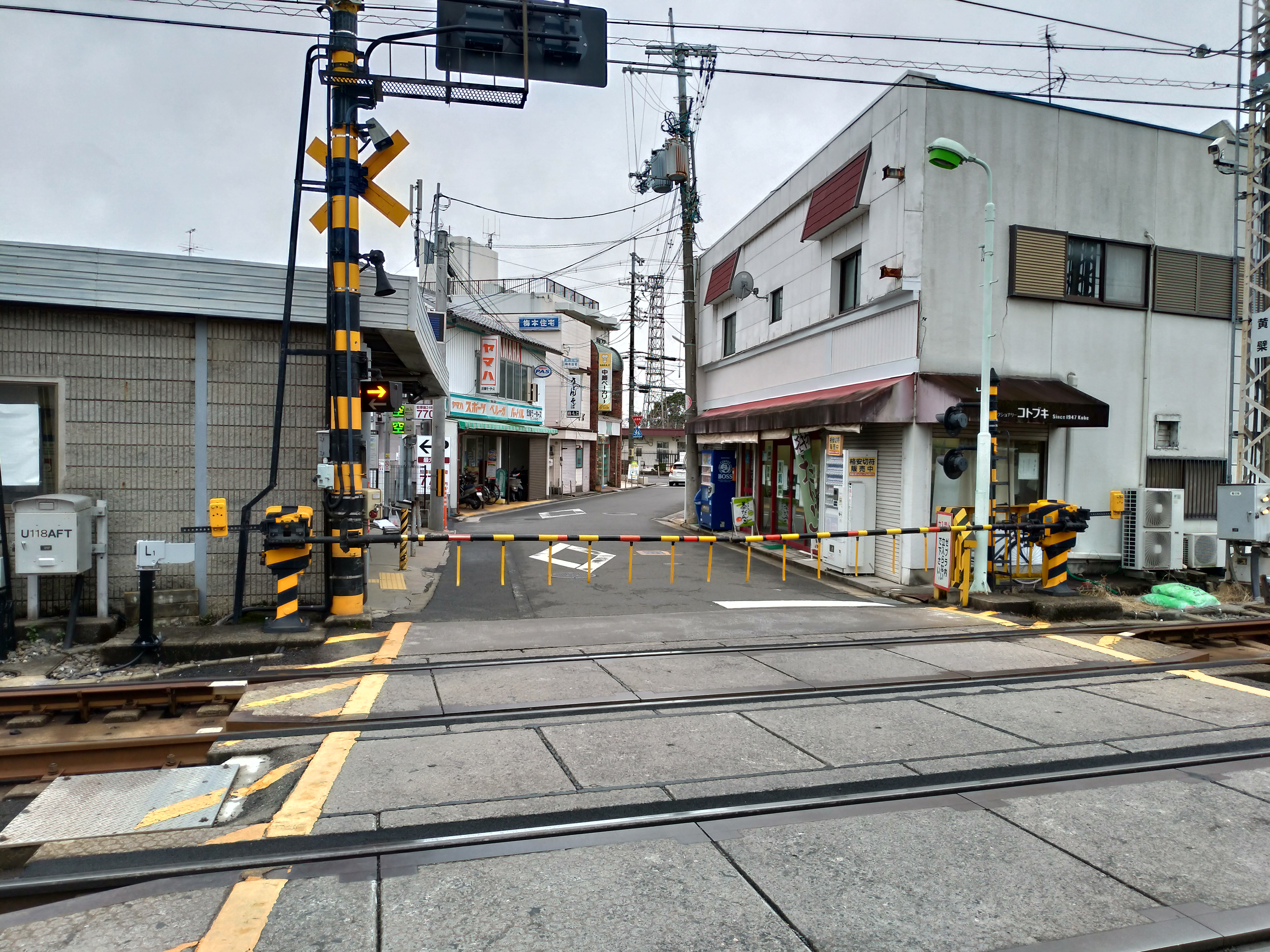
起点付近

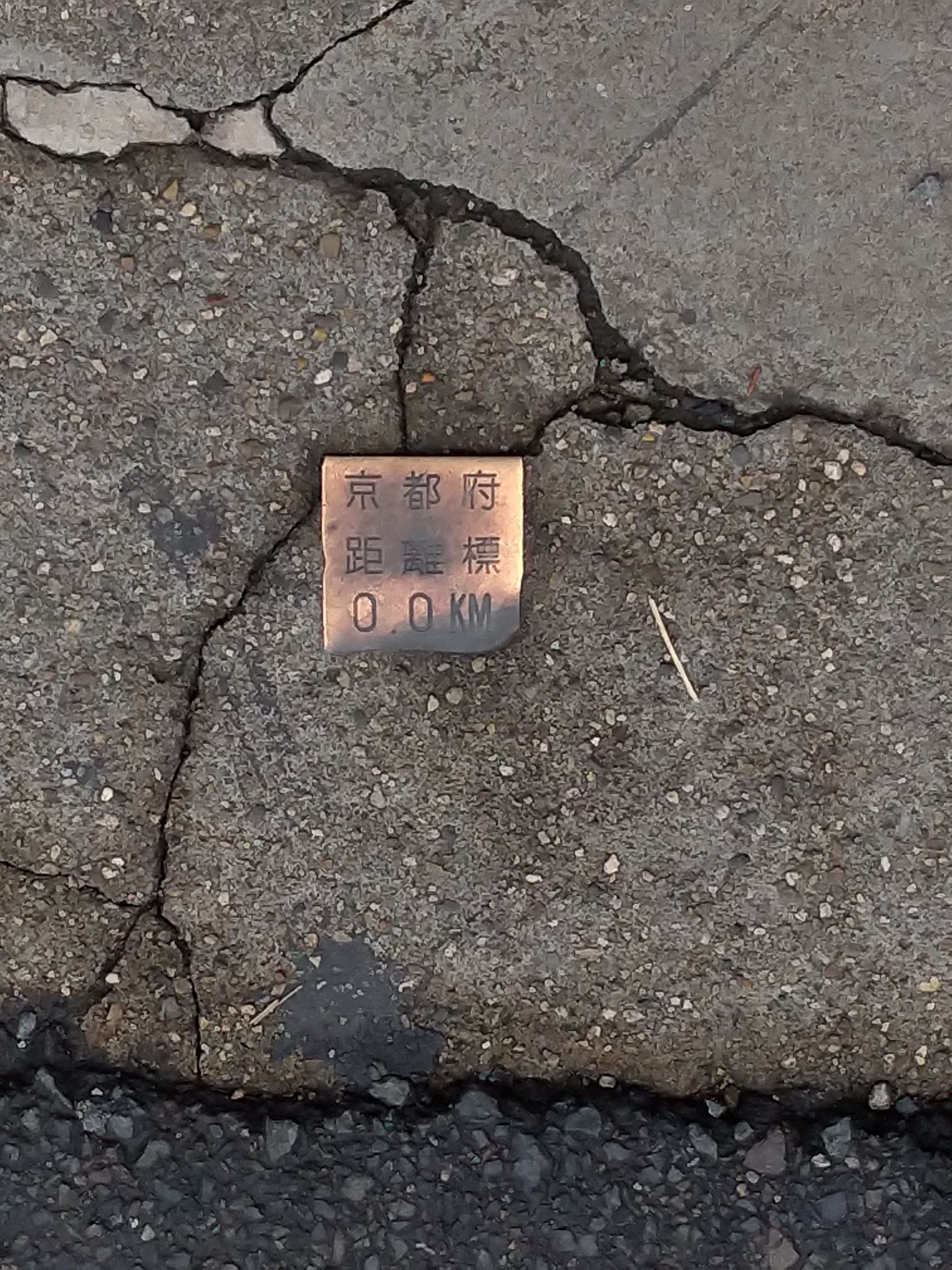
0キロポスト

### 通過する自治体
- 宇治市

### 交差する道路
| 交差する道路            | 交差する場所 | 交差する場所              |
| ----------------------- | ------------ | ------------------------- |
| 京都府道7号京都宇治線   | 五ヶ庄       | 起点                      |
| 京都府道241号向島宇治線 | 槇島町       |                           |
| 国道24号 / 奈良街道     | 槇島町       | 槇島町二十四交差点 / 終点 |

### 交差する鉄道
- 奈良線
- 京阪宇治線

### 沿線
- JR西日本奈良線 黄檗駅
- 京阪宇治線 黄檗駅
- 宇治五ヶ庄郵便局
- 宇治市立宇治小学校・黄檗中学校
- 陸上自衛隊 宇治駐屯地関西補給処
- 宇治市立岡屋小学校
- 学校法人家政学園 京都文教短期大学
- ヤクルト本社 京都工場
- 山崎製パン 京都工場
- 宇治警察署 槇島交番